# Häutungstiere
Die Häutungstiere (Ecdysozoa) sind ein Überstamm der Urmünder (Protostomia), von Anna Marie A. Aguinaldo u. a. 1997 primär aufgrund der Sequenzanalyse von 18S-rRNA vorgeschlagen. Der Name ist aus den griechischen Wörtern ecdysis (Häutung) und zoon (Tier) zusammengesetzt.
Zu den Häutungstieren zählen folgende Tierstämme:
- Panarthropoda
  - Gliederfüßer (Arthropoda)
  - Bärtierchen (Tardigrada)
  - Stummelfüßer (Onychophora)
  - Lobopoden (Lobopodia) †
- Cycloneuralia
  - Fadenwürmer (Nematoda)
  - Saitenwürmer (Nematomorpha)
  - Hakenrüssler (Kinorhyncha)
  - Priapswürmer (Priapulida)
  - Korsetttierchen (Loricifera)

## Ecdysozoa versus Articulata
Das Ecdysozoa-Konzept steht im Widerspruch zum älteren Articulata-Konzept.
Im Articulata-Konzept werden die Panarthropoda mit den Ringelwürmern zusammengefasst, während nach neuer Systematik die Ringelwürmer nicht zu den Häutungstieren, sondern zu den Lophotrochozoen (Lophotrochozoa) gezählt werden.
Neben den Sequenzierungsdaten zur rRNA (und anderen Nukleinsäuren) sprechen auch einige gemeinsame morphologische Merkmale für eine Verwandtschaftsgruppe Häutungstiere.
- eine dreilagige, aus organischem Material aufgebaute Cuticula.
- Häutung (Ecdysis), ausgelöst durch Hormone, wie beispielsweise Ecdyson.

Weitere Merkmale, die bei vielen Häutungstieren auftreten:
- innere Befruchtung bei vielen Arten
- Fehlen von Zilien, die zur Bewegung dienen
- getrennte Geschlechter (Weibchen und Männchen), wenngleich einige Gruppen parthenogenetisch sind und die Männchen im Verlauf der Evolution eingebüßt haben können.

Während verschiedene molekulargenetische Testmethoden die Häutungstiere als Abstammungsgemeinschaft bestätigen, werden die oben angeführten morphologischen Merkmale meist nicht als überzeugend erachtet. Auf morphologischer Ebene hat das traditionelle Articulata-Konzept mehr Vorteile, weil hier die Entstehung des Gliederfüßer-Bauplanes in überzeugender Weise aus einem ringelwurmartigen Vorfahren erklärt werden kann, während das Ecdysozoa-Konzept in dieser Hinsicht keine Erklärungsansätze bietet.
Neuere Untersuchungen, die DNA-Sequenzen nicht als Ganzes untersuchen, sondern versuchen, Muster in seltenen, größeren Umgruppierungen des Genoms herauszufinden, konnten die Ecdysozoa-Hypothese allerdings nicht bestätigen und bieten sogar wieder Argumente für die ursprüngliche Articulata-Hypothese. Die Frage ist also bis heute wissenschaftlich umstritten.

## Lösungsvorschläge
Als kompromisshafte Lösung des Problems ist vorgeschlagen worden, eine Schwestergruppenbeziehung von Ringelwürmern (Annelida) und Häutungstieren anzunehmen. Auf diese Weise würde zwar das Ecdysozoa-Konzept bestätigt, es bliebe aber die Möglichkeit erhalten, die segmentierte Organisation der Gliederfüßer von einem ringelwurmartigen Vorfahren herzuleiten. In Kauf genommen werden müsste bei dieser Lösung allerdings, dass nicht nur die Gliederfüßer, sondern wahrscheinlich auch alle verbleibenden Häutungstiere von ringelwurmartigen Vorläufern abstammen: Viele von diesen weisen jedoch äußerlich keine Spur einer Segmentierung auf. Hinzu käme, dass Häutungstiere mit einem Pseudocoel (betrifft besonders die Cycloneuralia) wahrscheinlich auf einen Vorfahren mit sekundärer Leibeshöhle (Zölom) zurückgeführt werden müssten. Molekularbiologisch ist dieser „Annelida + Ecdysozoa“-Lösungsvorschlag unbestätigt, aber auch schwierig zu testen, da die Annelida entgegen traditioneller Ansicht wohl kein Monophylum darstellen. Auch wenn die Suche nach einem Ecdysozoa-Schwestertaxon begründet auf die Ringelwurm-Gruppe der Vielborster (Polychaeta) eingeschränkt werden kann, stünden hier immer noch bis zu 24 Ordnungen mit mehr als 80 Familien zur Überprüfung an.

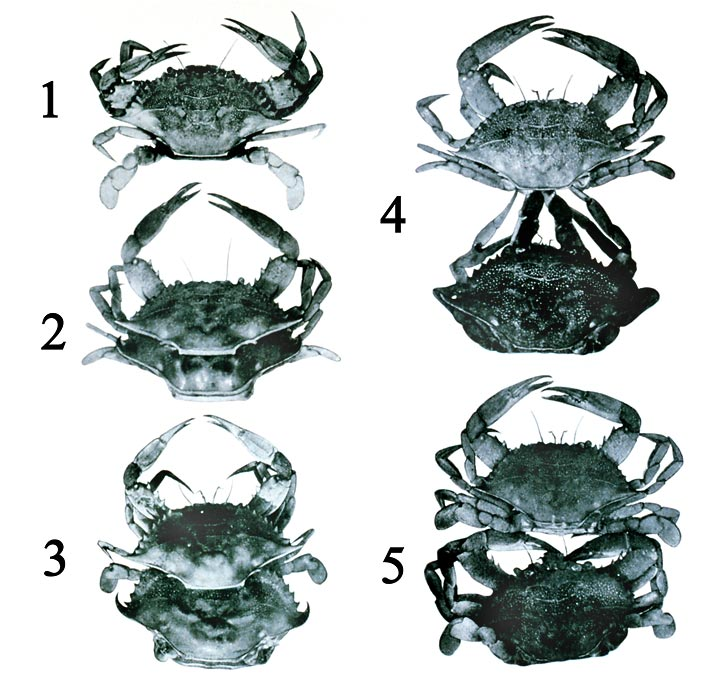
Stadien im Häutungsvorgang einer Blaukrabbe (Callinectes sapidus)

In anderen Erklärungsansätzen müsste der segmentierte Bauplan der Gliederfüßer ganz unabhängig von den segmentierten Ringelwürmern entstanden sein. Demzufolge wird versucht, die Häutungstiere über andere Merkmale an vermutliche Vorgänger anzuschließen. Hervorgehoben wurde hier manchmal das Vorkommen eines dreiseitig symmetrischen muskulären Saug-Pharynx bei Bärtierchen (deren Bauplan sehr weitgehend mit dem der Gliederfüßer übereinstimmt) und Fadenwürmern. Anhand dieses angeblich urtümlichen Merkmales der Häutungstiere wurde also nach einer möglichen Schwestergruppe gesucht.
Fündig wurde man diesbezüglich bei den Bauchhärlingen (Gastrotricha), da bei diesen ebenfalls ein dreiseitig symmetrischer Saugpharynx vorkommt.
Molekularbiologisch konnte eine solche Sonderstellung der Bauchhärlinge aber bislang nicht unterstützt werden. Die ähnliche Ausformung des Saugpharynx ist außerdem kein überzeugendes Merkmal, da sie funktionell zu erklären ist, also eine Konvergenz statt einer Homologie sein könnte. Deshalb wurde zuletzt auch auf besondere Cuticulamerkmale der Bauchhärlinge hingewiesen, um an der Hypothese einer nahen Verwandtschaft zu den Häutungstieren vorerst festhalten zu können.
Da die Bauchhärlinge unsegmentiert sind, bleibt hier aber die Frage nach der Entstehung der segmentierten Gliederfüßer (und damit verbunden auch der Stummelfüßer und Bärtierchen) unbeantwortet.